# Ranunculus adoneus
Ranunculus adoneus ist eine Pflanzenart aus der Familie der Hahnenfußgewächse.

## Beschreibung
Die Stängel sind 9 bis 25 Zentimeter hoch, aufrecht und unbehaart. Jeder Stängel trägt ein bis drei Blüten. Die Wurzeln sind schlank und 0,8 bis 1,4 Millimeter dick. Die Grundblätter sind bleibend. Ihre Blattspreite ist 0,9 bis 2,5 × 1,1 bis 2,8 Zentimeter groß, kreis- bis nierenförmig und zwei- bis dreimal in linealische Segmente geteilt. Der Blattrand ist ganz, die Blattbasis stumpf und die Blattenden der Segmente spitz bis eng abgerundet. Der Blütenstiel ist unbehaart. Der Blütenboden ist unbehaart. Die Kelchblätter sind 4 bis 11 × 3 bis 7 Millimeter groß. Ihre Unterseite ist spärlich mit farblosen Haaren bedeckt. Die 5 bis 10 Kronblätter sind 8 bis 15 × 8 bis 19 Millimeter groß. Die Nektardrüse ist unbehaart. Die Köpfe der Achänen sind 6 bis 12 × 5 bis 9 Millimeter groß und eiförmig. Die Achänen sind völlig oder fast unbehaart und 1,8 bis 2,4 × 1 bis 1,4 Millimeter groß. Der Schnabel ist 1,2 bis 1,7 Millimeter lang, pfriemlich und gerade.
Die Chromosomenzahl beträgt 2n = 16.
Die Art blüht von Mai bis September.

## Vorkommen
Ranunculus adoneus kommt in Colorado, Idaho, Montana, Nevada, Utah und Wyoming vor. Die Art wächst in der alpinen und subalpinen Stufe auf Grünland in Höhenlagen von 2500 bis 4000 Meter. Sie ist für gewöhnlich um abschmelzende Schneeablagerungen herum anzutreffen.

## Systematik
Ranunculus adoneus wurde 1863 von Asa Gray erstbeschrieben.

## Belege
- Alan T. Whittemore: Ranunculus adoneus. In: Flora of North America. Vol. 3. online